# Щоб не пам'ятали
«Щоб не пам'ятали» (англ. Lest We Remember) — науково-фантастичне оповідання американського письменника Айзека Азімова. Вперше надруковане у лютому 1982 року в журналі Asimov's Science Fiction, входить до збірок оповідань «Вітри перемін та інші історії» («The Winds of Change and Other Stories») (1983),  «Сни робота» («Robot Dreams») (1986).

## Сюжет
Джон — сама посередність, він працює в Квантум Фармасьютікал. Маючи намір одружитись зі Сьюзен і бажаючи справити на неї враження, він зголошується бути добровольцем у нелегальному випробуванні нового препарату, що наділятиме людину абсолютною пам'яттю.
Після прийому препарату, він здатен згадати все, що було ним побачене чи почуте. Використовуючи нові можливості, Джон починає шантажувати своє керівництво для просування по службі. Коли ж вони запирають Джона, щоб силою вколоти йому антидот, Сьюзен перешкоджає їм, але в Джона стається травматичний шок. Науковці приходять до думки, що через це він втратив свої здібності. Щоб не надати справі розголосу, компанія зобов'язується і надалі виплачувати Джону його платню.
Після весілля Джон, який не втратив своїх здібностей, обіцяє Сьюзен не використовувати їх для  шкоди іншим людям. 